# Vampirina
Vampirina je americký animovaný dětský televizní seriál, který vytvořil Chris Nee na motivy knižní série Vampirina Ballerina od Anne Marie Pace. Byl představen společností Disney-Hyperion v březnu 2016 a měl premiéru na Disney Junior 1. října 2017. Také pracovali na jiném programu, který vytvořil Nee, a to Doktorka Plyšáková.

## Děj
Vampirina „Vee“ Hauntleyová, která se stane novým dítětem v městské čtvrti poté, co se s rodinou přestěhovala z Transylvánie do Pensylvánie, aby otevřela místní nocleh se snídaní zvaný Sluj Strašení pro návštěvu vlkodlaků (včetně upírů) a skřetů. Vee je nadšená když se usazuje ve svém novém prostředí, včetně přátelství a nastupování do nové školy. Vee s nadšením prožívá vše, co lidský svět nabízí, naučí se, že i když může být snazší splynout se svými vrstevníky, je důležité oslavovat rozdíly, díky nimž je každý jedinečný. Rodina Hauntleyových se musí naučit dělat věci „Pensylvánským způsobem“, zvláště když je Vee ve škole, a přitom udržet své monstrózní tajemství před lidmi, aby je nevyděsily.

## Obsazení

### Hlavní postavy
- Isabella Cramp jako Vampirina "Vee" Hauntley
- Lauren Graham jako Oxana Hauntley
- James van der Beek jako Boris Hauntley
- Patti Lupone jako Nanpire
- Wanda Sykesová jako Gregoria
- Cree Summer jako Edna Peepleson
- Mitchell Whitfield jako Demi
- Ian James Corlett jako Chef Remy Bones
- Jordan Alexa Davis jako Poppy Peepleson
- ViviAnn Yee jako Bridget
- Benji Risley jako Edgar Peepleson

### Vedlejší postavy
- Sanai Victoria jako Phoebe Ravenson
- Dee Bradley Baker jako Wolfie a Pan Gore

### Další účinkující postavy
- Brian Stokes Mitchell jako Grandpop (2. řada)
- Kailey Snider jako Franken Stacy (2. řada)
- Raini Rodriguez jako Creepy Caroline (2. řada)
- Gabriela Milo jako Ghastly Gayle (2. řada)
- Emily Churchill jako Alice Ravenson (2. řada)
- Donald Ian Black jako Desmond Ravenson (2. řada)
- Donald Faison jako Dragos the Dancer (2. řada)
- Rachel Bloom jako Esmeralda (2. řada)
- Imari Williams jako Hugo (2. řada)

## Vysílání
| Řada | Díly | Premiéra v USA   | Premiéra v USA     | Premiéra v ČR   | Premiéra v ČR   |
| Řada | Díly | První díl        | Poslední díl       | První díl       | Poslední díl    |
| ---- | ---- | ---------------- | ------------------ | --------------- | --------------- |
| 1    | 25   | 1. října 2017    | 23. listopadu 2018 | 16. září 2020   | 11. října 2020  |
| 2    | 25   | 7. prosince 2018 | 10. dubna 2020     | 4. května 2022  | 28. května 2022 |
| 3    | 25   | 5. října 2020    | 28. června 2021    | 29. května 2022 | 22. června 2022 |